# Alphonse Halimi
Alphonse Halimi (Costantina, 18 febbraio 1932 – Parigi, 12 novembre 2006) è stato un pugile francese, di famiglia algerina ebraica. Fu campione del Mondo dei pesi gallo tra il 1957 e il 1959 a spese di Mario D'Agata e Campione d'Europa nel 1962, a spese di Piero Rollo.

## Biografia
Halimi nacque a Costantina, in Algeria, da una famiglia di ebrei ortodossi. Era l'ultimo di 13 figli, di cui solo sette hanno raggiunto l'età adulta. Suo padre era un ispettore postale. All'età di 10 anni, fuggì per la prima volta da casa, vivendo per lunghi periodi nelle strade in un paese lacerato dalla guerra. Un sarto di Algeri, lo accolse come apprendista all'età di 12 anni. 

### Carriera da dilettante
Eccellente nuotatore dei 100 rana, dopo essere stato coinvolto in una rissa per le strade di Algeri, Halimi entrò in una palestra della Polisportiva Mouloudia. Il suo idolo era il franco-algerino Marcel Cerdan ed essendo ebreo si decorò i pantaloncini rossi e verdi della sua società sportiva con la stella di David.
Dopo un centinaio di combattimenti, fu notato da un allenatore che lo fece venire in Europa. Fu campione mondiale militare nei pesi gallo a Monaco nel 1953, campione di Francia dilettanti  nel 1953, 1954 e 1955, vinse i Giochi del Mediterraneo 1955 a Barcellona. In totale combatté, da dilettante, 187 match con 175 vittorie, sei sconfitte e sei pari.

### Carriera da professionista
Halimi passò professionista alla fine del 1955 nella scuderia di Philippe Filippi. Il 16 marzo 1956, a Parigi batté ai punti lo statunitense Billy Peacock.
Il primo aprile 1957, al Velodromo d'Inverno  di Parigi, Halimi conquistò il titolo mondiale dei pesi gallo sconfiggendo l'italiano Mario D'Agata. L'incontro fu una dura battaglia per tutti i 15 round. Pur avendo fama di picchiatore, il franco-algerino mostrò qualità tecniche e una velocità di prim'ordine. Andò subito in vantaggio, approfittando della difficoltà dell'avversario a carburare in apertura di match. Alla fine del 3º round un tizzone acceso proveniente dal grande lampadario che illuminava il ring cadde sulla spalla del campione in carica, tra mille scintille. Fu necessario l'intervento dei vigili del fuoco e degli elettricisti per porre fine al black-out che durò 18 minuti. 
Quando il match riprese, D'agata dovette nuovamente carburare prima di riprendere a combattere a pieno regime. A questo punto Halimi, consapevole di essere in vantaggio evitò con abilità la bagarre, aiutato anche da un arbitraggio casalingo, pronto a interrompere l'azione ogni volta che il campione uscente riusciva a guadagnare il corpo a corpo. D’Agata si aggiudicò le ultime riprese ma il verdetto finale fu ampiamente a favore dello sfidante. Pur essendo più volte sollecitato, Halimi non concesse mai la rivincita all'italiano. 
Il combattimento con D'Agata era riconosciuto valido per il titolo da tutti gli organismi pugilistici, tranne che dall'American National Boxing Association (NBA) che aveva designato come sfidante ufficiale il messicano Raúl "Raton" Macías. 
Sette mesi dopo, il 6 novembre 1957, al Wrigley Field di Los Angeles, per una borsa di 50.000 dollari, davanti a 20 000 spettatori per lo più ispanici, Halimi batté Macías ai punti diventando Campione del mondo dei gallo unanimemente riconosciuto. Poco prima del match, Halimi era andato a pregare in una sinagoga di Los Angeles. Il verdetto fu controverso perché l'arbitro aveva visto vincitore lo sfidante per tre punti, mentre i due giudici attribuirono ad Halimi un vantaggio tra i sette e i nove punti. 
Dopo due incontri "amichevoli", Halimi mise in palio il titolo mondiale contro José Becerra l'8 luglio 1959, alla Los Angeles Sports Arena davanti a una folla urlante di 15.000 persone. A metà dell'ottavo round, Becerra mise il detentore alle corde e poi lo atterrò con un devastante gancio sinistro alla mascella. Halimi si rialzò ma fu accolto da una raffica di pugni che lo abbatterono per il conteggio completo. Ci vorranno altri 32 anni (1989) perché un altro pugile francese, René Jacquot, venga incoronato di nuovo campione del mondo di pugilato. 
Il 4 febbraio 1960, a Los Angeles, Becerra concesse la rivincita al franco algerino ma l'incontro ebbe esito analogo. Halimi finì al tappeto sino al conto totale alla nona ripresa, dopo essere stato contato già al secondo round. Nel 1996, la rivista Ring Magazine incluse questo match all'87º posto nella lista dei 100 più grandi combattimenti di tutti i tempi.
Dopo pochi mesi, Becerra annunciò il suo ritiro dal pugilato. Fu quindi allestito dall'EBU un match per l'attribuzione del titolo vacante tra Alphonse Halimi e il nord irlandese Freddie Gilroy, campione britannico in carica. Il 25 ottobre 1960, Halimi sconfisse il suo avversario conquistando il titolo mondiale EBU dei pesi gallo ai punti in quindici riprese, con decisione controversa, di fronte a un pubblico interamente a favore del nord irlandese. Perse il titolo un anno dopo, il 30 maggio 1961, di fronte all'altro nord irlandese John Caldwell, ai punti in quindici riprese. Identico risultato si ebbe nella rivincita, parimenti combattuta alla Wembley Arena di Londra.
Il 26 giugno 1962 Halimi riconquistò la cintura europea dei pesi gallo - che aveva abbandonato dopo la conquista del titolo mondiale - sconfiggendo Piero Rollo a Tel Aviv. Fu il primo match di boxe professionistica organizzato in Israele. Halimi fu acclamato dalla folla israeliana di 15.000 spettatori per tutti i quindici round. Rollo ebbe difficoltà ad entrare in combattimento per una ferita ricevuta al primo round ed assunse una posizione difensiva. Soltanto negli ultimi due round quando era ormai troppo tardi, fece un inutile disperato tentativo.
I due si riaffrontarono a Cagliari quattro mesi dopo e stavolta Piero Rollo si impose ai punti, strappandogli il titolo europeo. L'italiano dominò per quasi tutte le riprese, lasciando al campione uscente soltanto la seconda e la settima.
Halimi si è ritirato dalla carriera alla fine del 1964.

### Dopo il ritiro
Negli anni '60, Halimi si stabilì a Vincennes dove possedeva un caffè. In seguito fece il preparatore atletico presso l'Institut National des Sports e l'insegnante di nuoto a Vichy e a Meudon.
In età avanzata soffrì di Alzheimer e fu ospitato in una casa di riposo a Saint-Ouen. Morì il 12 novembre 2006, per polmonite e fu sepolto nel cimitero parigino di Pantin.

## Onorificenze
Halimi fu insignito della Legion d'Onore da Charles de Gaulle. È stato ammesso nella International Jewish Sports Hall of Fame nel 1989.